# Mastigolejeunea ciliaris
Mastigolejeunea ciliaris là một loài Rêu trong họ Lejeuneaceae. Loài này được (Sande Lac.) Verd. mô tả khoa học đầu tiên năm 1933.